# Kim Su-dae
Pour les articles homonymes, voir Kim.
Kim Sue-dae (hangeul : 김수대 ; RR : Gim Sudae ; MR : Kim Sudae), née le 13 mai 1942, est une ancienne joueuse nord-coréenne de volley-ball.
Elle est médaillée de bronze aux Jeux de 1972.

## Carrière
Kim est médaillée de bronze lors des Jeux olympiques d'été de 1972 ainsi qu'aux Mondiaux de 1970.

## Palmarès

### En équipe nationale
- Jeux olympiques
  -  1972 à Munich.

- Championnat du monde féminin
  -  1970 à Varna.